# Generowanie proceduralne

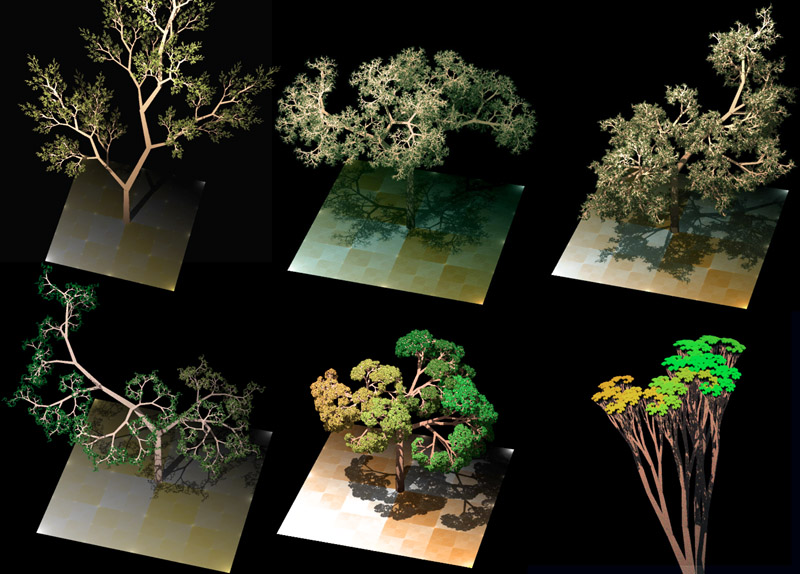
Przykład generowanych proceduralnie drzew.

Generowanie proceduralne (ang. procedural generation) – stosowana w naukach informatycznych metoda tworzenia danych i obiektów z wykorzystaniem wcześniej napisanych algorytmów, często w połączeniu z danymi opracowanymi ręcznie przez człowieka. W grafice komputerowej wykorzystywane jest do tworzenia tekstur i modeli trójwymiarowych. W grach komputerowych stosowane m.in. do automatycznego tworzenia świata lub zapełniania go przedmiotami. Metodę tę wykorzystano m.in. w takich grach, jak The Elder Scrolls II: Daggerfall (1996) czy No Man’s Sky (2016).